# ジャージーの旗
イギリス王室の属領であるジャージーの旗は、1979年6月12日に制定され、イギリス女王により1980年12月10日に布告され、1981年4月1日より公式に掲揚された。
白地の旗に、四隅まで届く赤い斜め十字（サルタイアー）が配された旗で、斜め十字で区切られる上方の4分の1の区画にはジャージーの紋章（赤い盾の中に、ノルマンディー公の黄色いヒョウ3匹が描かれる）があり、その上にプランタジネット朝の黄色い王冠が載っている。

## ジャージー島の旗の沿革
1981年以来使われている旗にはジャージーの紋章と王冠が描かれているが、それ以前の旗は白地に赤い斜め十字だけの単純な旗だった。
この旗の起源ははっきりとは分かっていない。この旗がアイルランドの聖パトリック十字旗（やはり白地に赤い斜め十字で、ユニオンジャックにも組み込まれている）に似ていることから、かつてオランダ人がこの地域の海図を描く際に「Ierse」（ジャージー）という地名を誤って「Erse」（アイルランド）と書き間違え聖パトリック十字旗を描いてしまったことからジャージーもこの旗になったという言い伝えもあるが、実際のところは疑わしい。聖パトリック十字がアイルランドを代表するシンボルとされたのは、英国領アイルランドの最高の勲章・聖パトリック勲章が制定された1783年のことであるが、これより前に作図されたフランス海軍の海図のジャージー島の部分に赤い斜め十字の旗があることから、ジャージーの十字の方が古いことがわかる。
また、赤い斜め十字はノルマン人起源とする説もある。聖パトリック勲章にあしらわれた赤い斜め十字（サルタイアー）は、アイルランドに定住したノルマン系貴族のフィッツジェラルド家の紋章から採られた。この赤い斜め十字がノルマン起源なら、ノルマンディー沖のジャージー島の赤い斜め十字も同一起源の可能性があるが、この説を支持する証拠は非常に少ない。
一般的にはジャージーの旗の起源について次のような俗説がある。イギリスとフランスが戦争をしていた頃、ジャージー島はチャネル諸島の他の島々同様、教皇詔書によって中立であることを認められていた。ジャージー島民はこの中立を利用し英仏両方と自由に貿易することができたが、イギリスの船ではないことを示す必要に迫られ、それまで掲げていた聖ジョージ十字をひっくり返して斜めにした旗を作ったという。
20世紀後半、ジャージー島がタックス・ヘイヴンなどで栄え国際舞台で高い評価を受けるようになると、ジャージー島民の間では、自分たちの旗が余りにもアイルランドの聖パトリック旗と似ているために見分けがつかず、また国際信号旗の「V」の旗とも同じデザインであるため、島を代表するシンボルとしては弱いという見方が広がった。しかし一方では長い伝統を持つ赤い斜め十字の旗に誇りを持つべきという意見もあった。また島の紋章に使われている三匹のヒョウをあしらった旗を制定しようという運動も行われた。現在の旗は、この三者の意見の妥協により成立したと見ることもできる。
この旗がジャージーでは掲揚されているものの、三匹のヒョウの方が政府や民間ではジャージーの象徴としてより多く使われている。

政府船旗
商船旗（2010年以降）
ジャージーの総督旗
2010年までの商船旗
? ? ジャージー島の1981年以前の旗
? 現在の旗（縦横比2:3の別タイプ）